# Demoptolemo
Demoptolemo (gr. Δημοπτόλεμος, lat. Demoptolemus, -i) è un personaggio dell'Odissea. È uno dei Proci, i pretendenti alla mano di Penelope.
Il personaggio compare solo nel corso della strage finale descritta nel Libro XXII dell'Odissea. Omero lo mostra tra quelli che "si distinguevano nel valore" (XXII, 244). Su invito di Agelao, insieme ad altri scaglia la sua asta contro Odisseo. Tuttavia Atena rende inefficace il suo colpo e Odisseo lo uccide, mentre contemporaneamente è abbattuto Euriade per mano di Telemaco (XXII, 247-267).
Nella Bibliotheca dello Pseudo-Apollodoro si afferma che fosse originario di Dulichio.